# Aggressor (album)
Aggressor è il primo album in studio del gruppo musicale norvegese Nocturnal Breed, pubblicato nel 1997 dalla Hammerheart Records.

## Tracce
1. Rape the Angels – 4:30
2. Frantic Aggressor – 2:45
3. Maggot Master – 5:36
4. Nocturnal Breed – 4:06
5. Evil Dead (cover dei Death) – 2:52
6. Metal Storm Rebels – 2:14
7. Dead Dominions – 6:47
8. Alcoholic Rites – 3:17
9. Revelation 666 – 4:00
10. Blaster – 3:50
11. Locomotive Death – 5:08

## Formazione

### Gruppo
- S.A. Destroyer – voce, chitarra, basso
- Ed Damnator – voce aggiunta, chitarra, basso